# Sympistis hapi
Sympistis hapi là một loài bướm đêm thuộc họ Noctuidae. Nó được tìm thấy ở Colorado.
Sải cánh dài 26–31 mm.